# Milica Bezarević
Milica Bezarević est une joueuse de volley-ball serbe née le 27 décembre 1991 à Prijepolje. Elle mesure 1,82 m et joue au poste de réceptionneuse-attaquante. 

## Clubs
| Club                         | De        | À         |
| ---------------------------- | --------- | --------- |
| OK Prijepolje                | 2002-2003 | 2007-2008 |
| ŽOK Dinamo Pančevo           | 2008-2009 | 2012-2013 |
| Volley 2002 Forlì            | 2013-2014 | 2013-2014 |
| Trentino Rosa Alta Valsugana | 2014-2015 | 2014-2015 |
| US ProVictoria Monza         | 2015-2016 | 2016-2017 |
| Balıkesir BBSK               | 2017-2018 | 2017-2018 |
| ŽOK Ub                       | 2018-2019 | …         |

## Palmarès
- Coupe de Serbie
  - Vainqueur : 2020.
  - Finaliste : 2010.